# Сандер, Тео
Тео Николини Сандер (дат. Theo Nicolini Sander; родился 8 января 2005, Скёрпинг) — датский футболист, вратарь клуба «Копенгаген».

## Клубная карьера
Тео начал выступать за юношескую команду клуба «Ольборг» в 2017 году. В январе 2021 года проходил просмотр в итальянском «Ювентусе», также им интересовался ряд других европейских клубов. Однако игрок предпочёл остаться в Дании. В феврале 2022 года Сандер подписал с «Ольборгом» новый контракт до лета 2025 года. 28 августа 2022 года дебютировал за «Ольборг» в матче датской Суперлиги против «Раннерса». «Ольборг» проиграл в этом матче с минимальным счётом после того, как плохой пас Сандера был перехвачен Филипом Буннгором. 17-летний Сандер стал самым юным вратарём в истории датской Суперлиги.

## Карьера в сборной
Выступал за сборные Дании до 16, до 17 и до 18 лет.